# Bonete (Albacete)
Bonete es un municipio español situado al sureste de la península ibérica, en la provincia de Albacete, dentro de la comunidad autónoma de Castilla-La Mancha. Se encuentra a 50 km de la capital provincial y a 22 km de Almansa, capital de la comarca a la que pertenece. Está junto a la autovía que une Madrid con Alicante, la A-31. En 2020 contaba con 1029 habitantes, según datos del INE.

## Geografía
Integrado en la comarca de Monte Ibérico-Corredor de Almansa, se sitúa a 50 kilómetros de la capital provincial. El término municipal está atravesado por la autovía de Alicante (A-31), por la carretera autonómica CM-3209, que conecta con Higueruela y Montealegre del Castillo, y por una carretera local que se dirige hacia Corral-Rubio. 
El relieve del municipio es un altiplano manchego, con algunos cerros aislados, en cuyo extremo nororiental se encuentra la sierra de Mugrón, que hace de límite natural con Almansa. La altitud oscila entre los 1209 metros, en el extremo nororiental, y los 790 metros al sureste, a orillas de la rambla de la Vega. El pueblo se alza a 890 metros sobre el nivel del mar. 
| Noroeste: Higueruela                | Norte: Higueruela             | Nordeste: Alpera |
| Oeste: Chinchilla de Montearagón    |                               | Este: Almansa    |
| Suroeste: Chinchilla de Montearagón | Sur: Montealegre del Castillo | Sureste: Almansa |

## Historia
El territorio perteneció a la antigua taifa de Murcia hasta que, en 1243 y en virtud del Tratado de Alcaraz pasa a ser dominio de la Corona de Castilla.

## Geografía humana

### Demografía
Cuenta con una población de 970 habitantes (INE 2024).
| Gráfica de evolución demográfica de Bonete entre 1842 y 2021                                                          |
| |
| Población de derecho según los censos de población del INE. Población de hecho según los censos de población del INE. |

### Economía

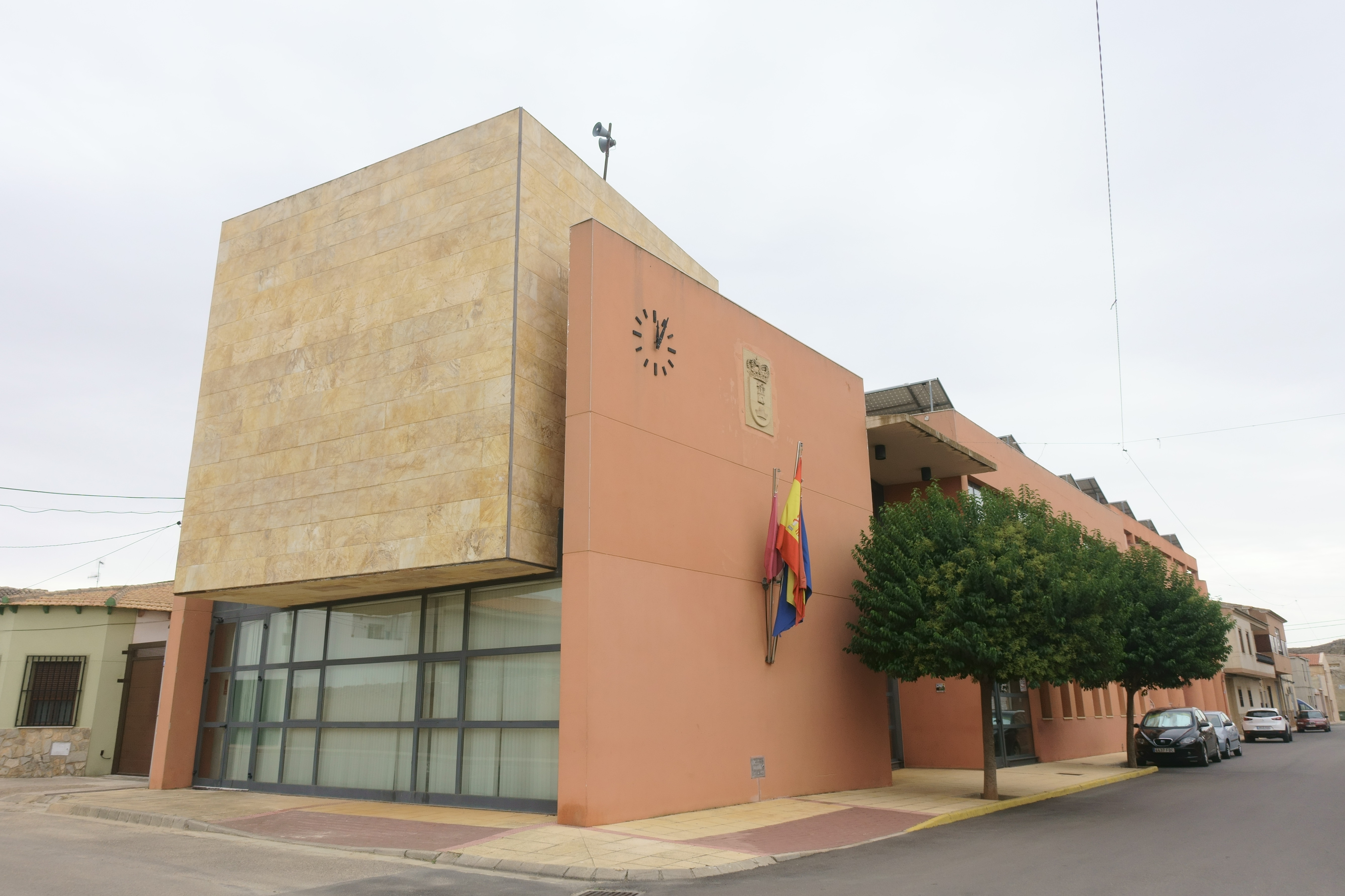
Casa consistorial

Desde finales del siglo XX existe en la localidad una importantísima industria alimentaria dedicada al cultivo del champiñón.
Los excelentes viñedos de Bonete pertenecen a la Denominación de Origen Almansa. 
Además, este municipio es importante en la fabricación de calzado de caballero desde finales del siglo XX, dada su proximidad al municipio de Almansa.
También es reseñable como actividad económica la porcicultura, siendo un municipio pionero en este ámbito, dentro de la comunidad autónoma de Castilla-La Mancha.

## Patrimonio

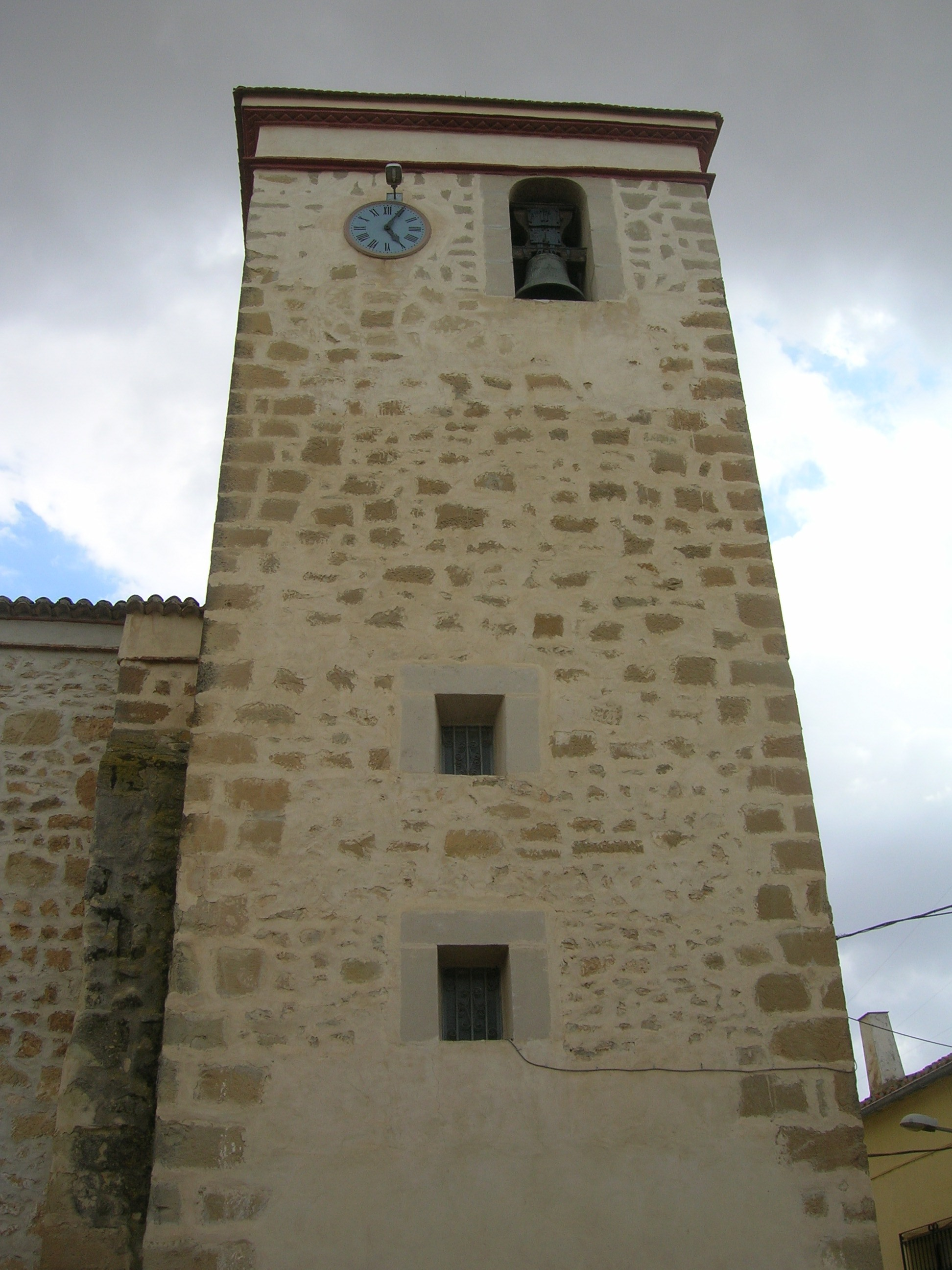
Torre de la iglesia parroquial de San Juan Bautista.

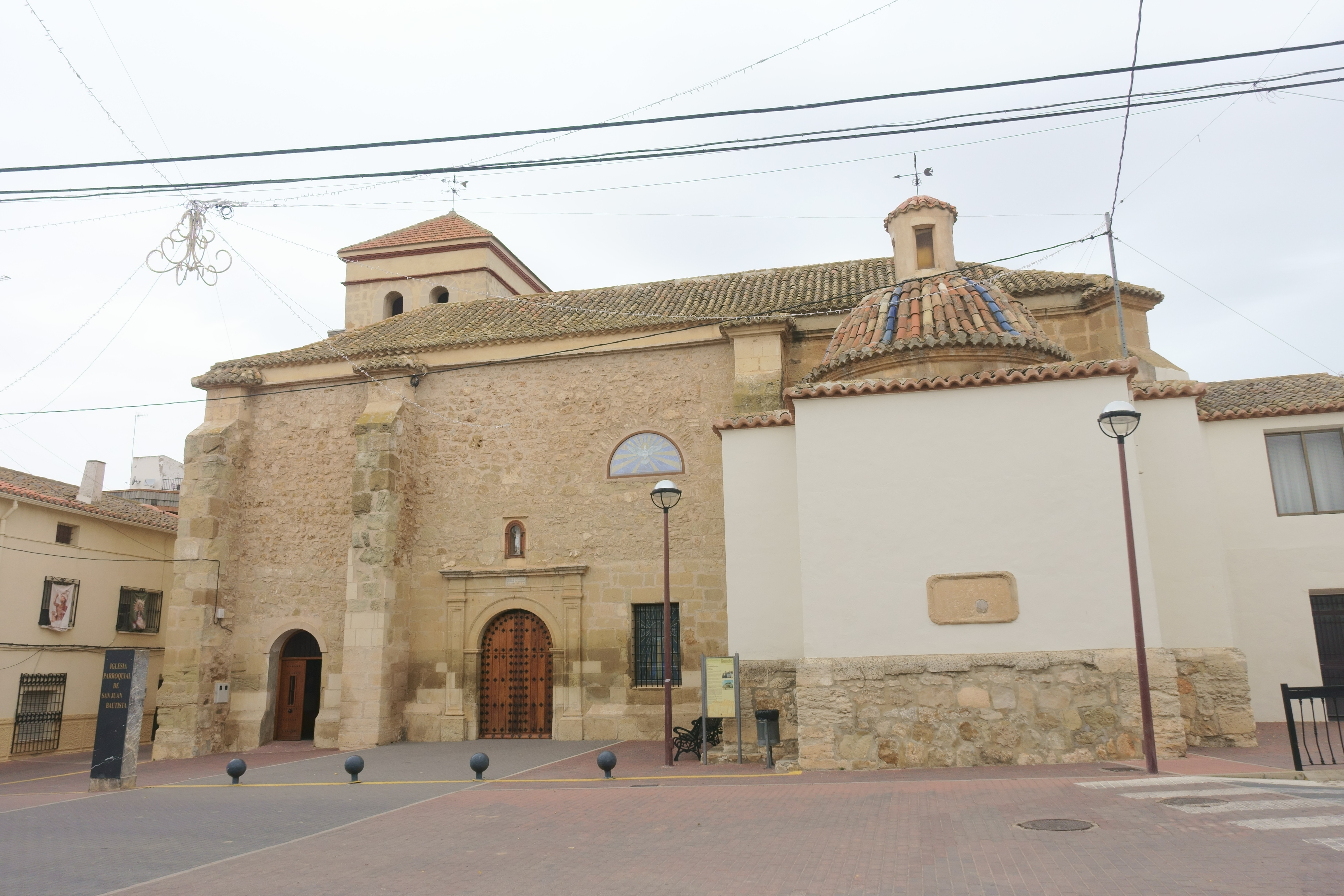
Vista general de la iglesia.

En el casco urbano se encuentra la iglesia parroquial de San Juan Bautista, del siglo XVII y formada por una sola nave rematada por varias bóvedas de estilo barroco. Al lado hay una capilla barroca del siglo XVIII con planta de cruz griega.
A 2,5 km al sur del casco urbano, sobre el pequeño Cerro del Almarejo (927 m s. n. m.), se ubica el poblado ibérico del Amarejo, de la Edad del Bronce, declarado Bien de Interés Cultural desde el 28 de abril de 1992, con Identificador del bien otorgado por el Ministerio de Cultura de España: RI-55-0000362.

## Camino de Santiago de la Lana
A finales del siglo XX tomó gran importancia la difusión de los diferentes Caminos de Santiago que recorren la provincia de Albacete, entre ellos la Ruta de la Lana. Este camino une la ciudad de Alicante con la de Burgos, donde se une con el Camino Francés, y recorre la provincia de Albacete desde Almansa hasta Villamalea, pasando también por los términos municipales de Bonete, Alpera, Alatoz, Alcalá del Júcar y Casas-Ibáñez.